# Irish Masters 1989
Das Benson & Hedges Irish Masters 1989 war ein zur Snooker-Saison 1988/89 gehörendes Snooker-Einladungsturnier. Es wurde im März 1989 im Goffs in der Kleinstadt Kill im irischen County Kildare ausgetragen. Sieger wurde Alex Higgins, der mit einem 9:8-Sieg über Stephen Hendry zum letzten Mal ein Profiturnier und zum ersten Mal das Irish Masters gewann. Stephen Hendry spielte mit einem 136er-Break, einem 109er-Break und einem 105er-Break alle drei Century Breaks.

## Preisgeld
Das gesamte Preisgeld erhöhte sich lediglich um nur etwa 4.000 Pfund Sterling, nachdem es in den Vorjahren deutlich größere Erhöhungen gegeben hatte. Von den insgesamt 112.160 ₤ fielen 27.242 ₤ auf den Sieger Alex Higgins und 1.934 ₤ auf Stephen Hendry als Prämie für das höchste Break. Zum wiederholten Male wurde das Turnier von der Zigarettenmarke Benson & Hedges gesponsert.
|                | Preisgeld |
| -------------- | --------- |
| Sieger         | 27.242₤   |
| Finale         | 16.764 ₤  |
| Halbfinale     | 11.316 ₤  |
| Viertelfinale  | 6.706 ₤   |
| Runde 1        | 4.191 ₤   |
| Höchstes Break | 1.934 ₤   |
| Insgesamt      | 112.160 ₤ |

## Turnier
Wie auch schon in den Vorjahren traten die 12 Teilnehmer größtenteils in der ersten Runde sowie vier der zwölf im Viertelfinale erstmals an. Diese beiden Runden wurden im Modus Best of 9 Frames gespielt, während das Halbfinale im Modus Best of 11 Frames und das Endspiel im Modus Best of 17 Frames ausgetragen wurden.
Zum ersten Mal seit 1981 nahm kein irischer Spieler am Turnier teil, dafür gab es mit Jack McLaughlin einen weiteren Spieler, der das nordirische Teilnehmerfeld um Alex Higgins und Dennis Taylor ergänzte.
|  | Erste Runde Best of 9 Frames | Erste Runde Best of 9 Frames |   |                | Viertelfinale Best of 9 Frames | Viertelfinale Best of 9 Frames |                |              | Halbfinale Best of 11 Frames | Halbfinale Best of 11 Frames |  |  | Finale Best of 17 Frames | Finale Best of 17 Frames |
|  |                              |                              |   |                |                                |                                |                |              |                              |                              |  |  |                          |                          |
|  | Alex Higgins                 | 5                            |   |                | Neal Foulds                    | 2                              |                |              |                              |                              |  |  |                          |                          |
|  | Cliff Thorburn               | 4                            |   |                | Alex Higgins                   | 5                              |                |              |                              |                              |  |  |                          |                          |
|  | Cliff Thorburn               | 4                            |   | Alex Higgins   | Alex Higgins                   | 5                              | 6              |              |                              |                              |  |  |                          |                          |
|  |                              |                              |   |                |                                |                                | 6              |              |                              |                              |  |  |                          |                          |
|  |                              | John Parrott                 | 4 |                |                                |                                |                |              |                              |                              |  |  |                          |                          |
|  | John Parrott                 | John Parrott                 | 4 | 5              |                                |                                | Jimmy White    | 1            |                              |                              |  |  |                          |                          |
|  | John Parrott                 |                              |   |                |                                |                                | Jimmy White    | 1            |                              |                              |  |  |                          |                          |
|  | Dennis Taylor                | 1                            |   |                | John Parrott                   | 5                              |                |              |                              |                              |  |  |                          |                          |
|  | Dennis Taylor                | 1                            |   |                |                                | 5                              |                | Alex Higgins | 9                            |                              |  |  |                          |                          |
|  |                              |                              |   |                |                                |                                |                |              |                              |                              |  |  |                          |                          |
|  |                              | Stephen Hendry               | 8 |                |                                |                                |                |              |                              |                              |  |  |                          |                          |
|  | Terry Griffiths              | Stephen Hendry               | 8 | 5              |                                |                                | Stephen Hendry | 5            |                              |                              |  |  |                          |                          |
|  | Terry Griffiths              |                              |   |                |                                |                                | Stephen Hendry | 5            |                              |                              |  |  |                          |                          |
|  | Jack McLaughlin              | 4                            |   |                | Terry Griffiths                | 2                              |                |              |                              |                              |  |  |                          |                          |
|  | Jack McLaughlin              | 4                            |   | Stephen Hendry | Terry Griffiths                | 2                              | 6              |              |                              |                              |  |  |                          |                          |
|  |                              |                              |   |                |                                |                                | 6              |              |                              |                              |  |  |                          |                          |
|  |                              | Steve Davis                  | 4 |                |                                |                                |                |              |                              |                              |  |  |                          |                          |
|  | Mike Hallett                 | Steve Davis                  | 4 | 5              |                                |                                | Steve Davis    | 5            |                              |                              |  |  |                          |                          |
|  | Mike Hallett                 |                              |   |                |                                |                                |                |              |                              |                              |  |  |                          |                          |
|  | Tony Knowles                 | 0                            |   |                | Mike Hallett                   | 4                              |                |              |                              |                              |  |  |                          |                          |

### Finale
Im Finale traf der amtierende Meister von Irland Alex Higgins auf Stephen Hendry, der diese Saison schon drei Turniere gewonnen hatte. Higgins hatte unter anderem Vorjahresfinalist Neal Foulds besiegt, bevor er zum zweiten Mal nach 1985 das Finale des Turnieres erreicht hatte. Sein Gegner war der Schotte Stephen Hendry, der in dieser Saison bereits drei Turniere gewonnen hatte und bei seiner Erstteilnahme unter anderem mit Steve Davis den Sieger der letzten beiden Ausgaben besiegt hatte.
Hendry erwischte den deutlich besseren Start und ging mit 0:4 und 1:5 in Führung, auch dank eines 105er-Breaks. Doch Higgins spielte anschließend das Spel und ging nach einem Ausgleich mit 6:5 in Führung. Hendry wiederum ging seinerseits erst in Führung, um diese dann auf 6:8 zu erweitern. Mit einem 54er-Break gewann Higgins den nächsten Frame, bevor er den folgenden Frame ebenfalls gewann und somit den Decider erzwang. Diesen gewann Higgind durch ein 62er-Break, wodurch der Nordire zum letzten Mal in seiner Karriere ein Turnier gewann, während der Schotte Hendry die 1990er-Jahre dominieren sollte.
| Finale: Best of 17 Frames Schiedsrichter/in: John Street Goffs, Kill, Irland, März 1989                                                                     |                |                |
| Alex Higgins | 9:8            | Stephen Hendry |
| 55:64; 44:68; 7:111 (62); 1:129 (105); 88:30 (68); 28:111 (70); 79:20; 68:18; 101:7; 77:45; 62:15; 14;109 (109); 45:55; 33:74; 86:22 (54); 66:8; 67:21 (62) |                |                |
| 68 | Höchstes Break | 109            |
| – | Century-Breaks | 2              |
| 3 | 50+-Breaks     | 4              |